# Råneälven
Råneälven este o arie protejată (arie specială de conservare — SAC, sit de importanță comunitară — SCI) din Suedia întinsă pe o suprafață de 15.633,6 ha, integral pe uscat.

## Localizare
Centrul sitului Råneälven este situat la coordonatele 66°16′42″N 21°32′25″E / 66.2782°N 21.5402°E.

## Înființare
Situl Råneälven a fost declarat sit de importanță comunitară în iulie 2000 pentru a proteja 5 specii de animale. Situl a fost protejat și ca arie specială de conservare în martie 2011.

## Biodiversitate
Situată în ecoregiunile alpină, boreală și marină baltică, aria protejată conține 4 habitate naturale: Cursuri de apă de la nivel de câmpie la nivel montan, cu vegetație Ranunculion fluitantis și Callitricho-Batrachion, Ape stătătoare oligotrofe până la mezotrofe, cu vegetație de Littorelletea uniflorae și/sau de Isoëto-Nanojuncetea, Râuri naturale fino-scandinave, Lacuri și iazuri distrofice naturale.
La baza desemnării sitului se află mai multe specii protejate:
- mamifere (1): vidră de râu (Lutra lutra)
- nevertebrate (2): Margaritifera margaritifera, Ophiogomphus cecilia
- pești (2): zglăvoacă (Cottus gobio), somonul (Salmo salar)